# Nama densa
Nama densa är en strävbladig växtart som beskrevs av John Gill Lemmon. Nama densa ingår i släktet Nama och familjen strävbladiga växter. Utöver nominatformen finns också underarten N. d. parviflorum.